# David Kolesnyk
David Kolesnyk (* 2. April 1990 in Potsdam, DDR) ist ein deutscher Politiker (SPD). Er ist seit 2024 Bevollmächtigter des Landes Brandenburg beim Bund im Amt eines Staatssekretärs in der Staatskanzlei des Landes Brandenburg.

## Leben

### Ausbildung und Beruf
Kolesnyk legte 2009 das Abitur am Gymnasium Potsdam Hermannswerder des Landes Brandenburg ab. Er studierte von 2016 bis 2019 Rechtswissenschaften an der Universität Potsdam und absolvierte von 2018 bis 2020 das Referendariat im Gerichtsbezirk Potsdam.
Er war von 2012 bis 2016 studentischer Mitarbeiter und von 2016 bis 2017 wissenschaftlicher Mitarbeiter des Bundestagsabgeordneten Rainer Arnold (SPD). Sodann war er von 2017 bis 2018 wissenschaftlicher Mitarbeiter bei den Bundestagsabgeordneten Manja Schüle und Nils Schmid (beide SPD). Von Februar bis Dezember 2020 arbeitete er zunächst als Referent für Inneres, Kommunales und Justiz sowie ab Mai 2020 als Datenschutzbeauftragter bei der SPD-Fraktion im Landtag Brandenburg. Von Januar 2021 bis Dezember 2024 war er Datenschutzbeauftragter beim SPD-Parteivorstand.

### Politik
Kolesnyk war von 2014 bis 2021 Stadtverordneter der Landeshauptstadt Potsdam. Zudem war er Unterbezirksvorsitzender der SPD Potsdam.
Von Februar 2021 bis Dezember 2024 war er Generalsekretär der SPD Brandenburg als Nachfolger von Erik Stohn. Ihm folgte zunächst kommissarisch Kurt Fischer.
Im Zuge der Bildung des Kabinetts Woidke IV wurde er im Dezember 2024 als Nachfolger von Friederike Haase zum Bevollmächtigten des Landes Brandenburg beim Bund im Amt eines Staatssekretärs in der Staatskanzlei des Landes Brandenburg ernannt.